# Ingrid Pitt
Ingrid Pitt, möjligen född som Ingoushka Petrov den 21 november 1937 i Warszawa, död 23 november 2010 i London, var en polskfödd brittisk skådespelare. Hon verkade som skådespelare 1964–2008 och är främst hågkommen för sina roller i vampyrfilmer från tidigt 1970-tal.

## Biografi

### Bakgrund
Ingrid Pitt föddes i Polen med en tysk far och polsk mor av judisk börd. Hon tillbringade tre år (1942–45) i koncentrationslägret Stutthof, efter att ha skilts från sin far. På 1950-talet beslöt hon sig för att bli skådespelerska och anslöt sig till Berliner Ensemble, ledd av Bertolt Brechts andra hustru Helene Weigel.

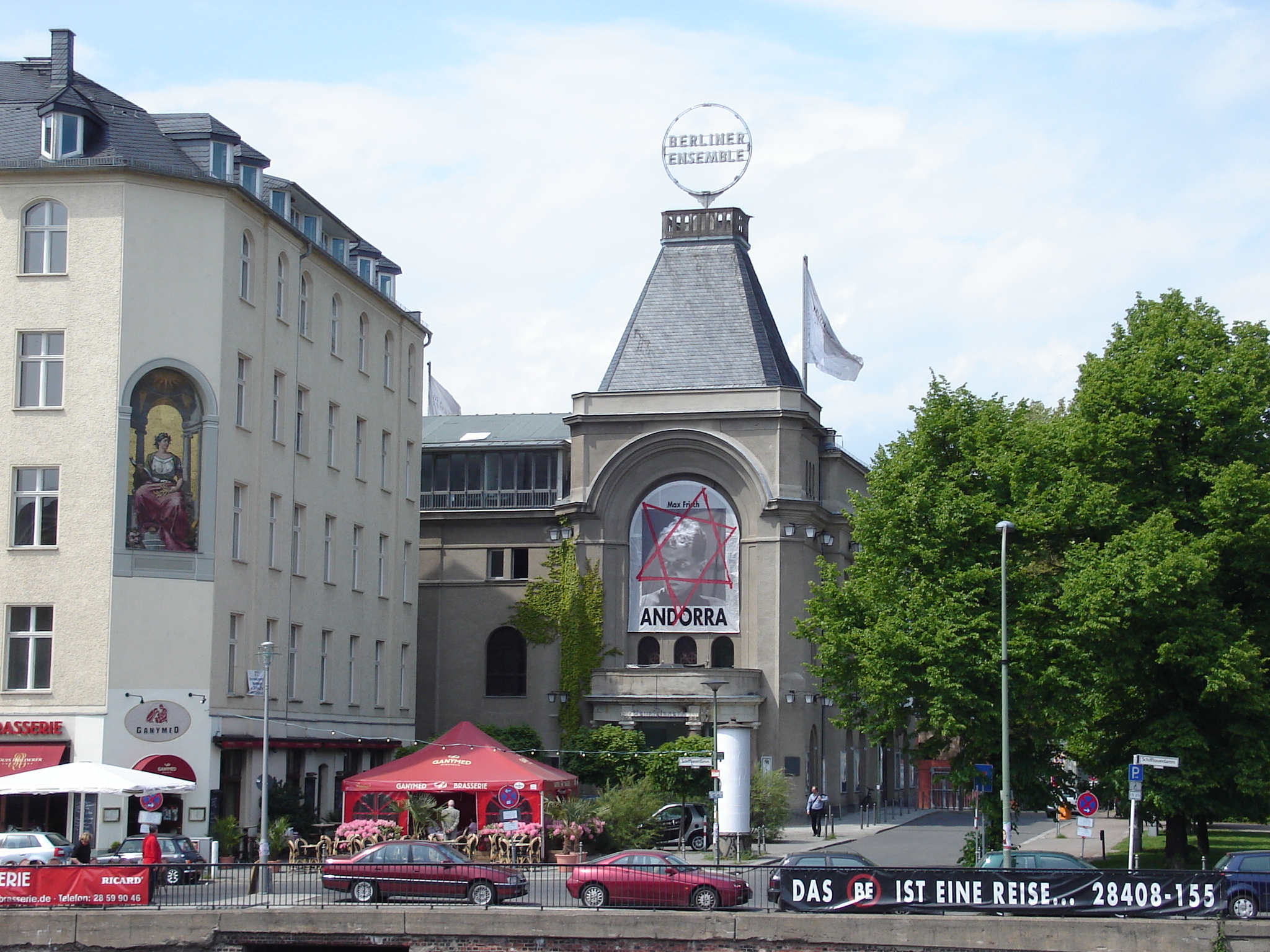
På 1950-talet verkade Ingrid Pitt bland annat vid Berliner Ensemble.

Hon var som ung politiskt aktiv och kritiskt inställd till den östtyska regeringen. Hennes debutföreställning, i Mor Courage och hennes barn, sägs ha slutat med att hon hoppade över gränsfloden Spree iklädd sina scenkläder och fiskats upp av den amerikanska gränsvakten Laud Roland Pitt Jr. De två gifte sig senare, ett äktenskap som slutade i skilsmässa. Även Ingrid Pitts andra äktenskap, det med den brittiske filmbolagsmannen George Pinches, ändade i skilsmässa. Senare var hon gift med tävlingsföraren Tony Rudlin.

### Filmer och skrivande
Pitts filmkarriär inleddes 1964 med ett antal mindre spanska produktioner, även om hon inte kunde språket. Hon fick sitt genombrott 1969 som den hemliga agenten Heidi i Örnnästet.
Hon kom sedan att medverka i en rad vampyrfilmer, främst producerade av Hammer Film Productions, såsom The Vampire Lovers (1970) och The House that Dripped Blood (1971). Bland övriga filmer kan nämnas Jag – ett monster (1971), i vilken hon spelar en rollfigur inspirerad av Elisabet Báthory, Dödlig skörd (1973) och Hanna's War (1988).
Pitts internationella kultstatus kom främst från det fåtal vampyrfilmer hon deltog i, inte minst The Vampire Lovers och Jag – ett monster (engelska: Countess Dracula). Här syntes hon som en yppig och lättklädd vampyrgestalt samt med centraleuropeisk engelsk accent, parad med en intensiv scennärvaro.

Ingrid Pitt skrev även ett antal böcker, både romaner och fackböcker. 1999 utgav hon en självbiografi, Life's a scream. Hon skrev även regelbundet på sin webbplats, "Pitt of Horror", om sina åsikter i olika aktuella politiska frågor. Privat var hon mindre intresserad av skräck och såg sällan sina egna filmer. 2006 berättade hon för The New Zealand Herald: 
| ”                   | Det förvånar mig själv att jag sysslar med skräckfilm, med tanke på min hemska barndom. Men kanske är det därför som jag är så bra på skräck. | „ |
| – Ingrid Pitt, 2006 | |   |

### Sista år och familj
Ingrid Pitt avled 2010, 73 år gammal. Hon efterlämnade en dotter, skådespelerskan och grafiska formgivaren Steffanie Pitt-Blake. Ingrid Pitts äldre syster Brigitte avled tidigare samma år.

## Filmografi (i urval)
- 1969 – Örnnästet
- 1970 – The Vampire Lovers
- 1971 – The House that Dripped Blood
- 1971 – Jag – ett monster
- 1973 – Dödlig skörd
- 1988 – Hanna's War
- 2008 – Beyond the Rave